# السا برنگر
السا برنگر (اسپانیایی: Elsa Berenguer‎؛ زادهٔ ۱۹۳۲ – درگذشت ۳۰ آوریل ۲۰۰۶) هنرپیشه سینما، تئاتر، رادیو و تلویزیون اهل آرژانتین بود.
از فیلم‌هایی که وی در آن نقش داشته است، می‌توان به ناین کوئینز اشاره کرد.